# Mednarodno sodišče za vojne zločine na območju nekdanje Jugoslavije
Mednarodno sodišče za vojne zločine na območju nekdanje Jugoslavije (angleško International Criminal Tribunal for the former Yugoslavia, ICTY; polno ime International Tribunal for the Prosecution of Persons Responsible for Serious Violations of International Humanitarian Law Committed in the Territory of the Former Yugoslavia Since 1991) je bila ad-hoc institucija Organizacije združenih narodov za sojenje storilcem resnih zločinov med vojnami jugoslovanskega nasledstva. Sedež sodišča se je nahajal v nizozemskem Haagu.
Sodišče je bilo ustanovljeno na predlog takratnega nemškega zunanjega ministra Klausa Kinkla z resolucijo 827 varnostnega sveta Združenih narodov 25. maja 1993. Njegova pooblastila veljajo za štiri skupine zločinov, storjenih na območju nekdanje Jugoslavije od leta 1991: grobe kršitve ženevske konvencije 1949, kršitve vojnega prava, genocid in zločini proti človeštvu. Pooblaščeno je le za sojenje posameznikom in ne tudi organizacijam ali državam, najvišja mogoča kazen pa je dosmrtni zapor. Zadnja sodba sodišča je bila izrečena 29. novembra 2017, institucija pa je formalno prenehala obstajati 31. decembra istega leta.